# Província de Montana
La província de Montana (en búlgar: Област Монтана) és una província al nord-oest de Bulgària, fronterera amb Sèrbia i Romania. La principal ciutat és Montana, a més d'altres menors com Berkovitsa, Lom, Txiprovtsi, Boitxinovtsi, Valtxedram, Varxets i Brusartsi. La densitat de població és de 47.7 persones per quilòmetre quadrat.
Montana es divideix en 11 municipalitats: Berkovitsa, Boitxinovtsi, Brussartsi, Gueorgui Damianovo, Iakimovo, Lom, Medkovets, Montana, Txiprovtsi, Vltxedrm i Vrxets.